# Вторжение!
«Вторжение!» (англ. Invasion!) — третий ежегодный кроссовер между игровыми сериалами Вселенной Стрелы, состоящий из трёх частей (по одной на каждый сериал). Сюжет и структура «Вторжения!» навеяны одноимённой мини-серией комиксов. 28 ноября 2016 года на канале The CW был показан эпизод телесериала «Супергёрл» «Медуза», в конце которого появились Барри Аллен и Циско Рамон, главные герои телесериала «Флэш», и попросили Кару Денверс / Супергёрл о помощи, что и стало неофициальным началом ежегодного кроссовера. Официально же «Вторжение!» стартовало на следующий день, с выходом на экраны одноимённого эпизода телесериала «Флэш». Сюжет продолжили эпизоды «Стрелы» и «Легенд завтрашнего дня», которые имели такое же название. Согласно синопсису команда Флэша объединяется с Супергёрл, командой Стрелы и Легендами, чтобы противостоять инопланетной расе Доминаторов, вторгшейся на Землю.
Идея создания данного кроссовера появилась в мае 2016 года, когда стало известно, что «Супергёрл» продлена на второй сезон, но сменила канал с CBS на The CW. К сентябрю 2016 года были написаны сценарии для всех трёх частей, а уже через месяц, в октябре 2016 года, завершены съёмки соответствующих эпизодов. В том же месяце поступила информация о названии эпизодов и было раскрыто их краткое содержание. Во «Вторжении!» появились главные герои каждого из проектов Вселенной Стрелы (некоторые из них только в том, частью основного состава которого они являются), а Мелисса Бенойст исполнила гостевую роль Супергёрл в каждом из них. Кроме того, во второй части, вышедшей в рамках пятого сезона «Стрелы», появились многие персонажи из предыдущих сезонов, так как она стала юбилейным 100 эпизодом сериала.

## Сюжет
Инопланетная раса, известная как Доминаторы, угрожает безопасности Земли, и Барри Аллен решает объединить силы с Оливером Куином / Зелёной стрелой, чтобы остановить их. После того, как сил обоих героев оказалось недостаточно, они находят Легенд, а также приводят Супергёрл в эту вселенную. Однако, когда план победы над Доминаторами практически приведён в исполнение, раскрывается правда о существовании Флэшпоинта и каждый сомневается в том, кому стоит доверять. Между тем, Мартин Штайн приходит к себе домой и лицом к лицу встречается с тем парадоксом в своей жизни, который он создал в 1987 году. Доминаторы похищают некоторых членов команды. Оливер просыпается в жизни, в которой они с отцом никогда не путешествовали на «Королевском гамбите», а значит не было острова, его родители живы и здоровы, они с Лорел влюблены и готовятся к свадьбе, а сам он не является Зелёной стрелой. Однако некоторые нестыковки вызывают у него подозрения, что всё это один большой обман. В конце концов Мартин Штайн находит способ победить Доминаторов, и герои начинают битву с пришельцами.

## Актёры и персонажи

### Основные и повторяющиеся
| Актёр                   | Персонаж                                    | Эпизод    | Эпизод    | Эпизод                  |
| Актёр                   | Персонаж                                    | Флэш      | Стрела    | Легенды завтрашнего дня |
| ----------------------- | ------------------------------------------- | --------- | --------- | ----------------------- |
| Грант Гастин            | Барри Аллен / Флэш                          | Регулярно | Гость     | Гость                   |
| Кэндис Паттон           | Айрис Уэст                                  | Регулярно |           |                         |
| Даниэль Панабэйкер      | Кейтлин Сноу                                | Регулярно |           | Гость                   |
| Карлос Вальдес          | Циско Рамон / Вайб                          | Регулярно | Гость     | Гость                   |
| Кинан Лонсдейл          | Уолли Уэст / Кид Флэш                       | Регулярно |           |                         |
| Том Кавана              | Харрисон «Эйч-Ар» Уэллс                     | Регулярно |           |                         |
| Джесси Л. Мартин        | Джо Уэст                                    | Регулярно |           |                         |
| Стивен Амелл            | Оливер Куин / Зелёная стрела                | Гость     | Регулярно | Гость                   |
| Дэвид Рэмси             | Джон Диггл / Спартанец                      | Гость     | Регулярно | Гость                   |
| Уилла Холланд           | Тея Куин / Спиди                            | Гость     | Регулярно |                         |
| Эмили Бетт Рикардс      | Фелисити Смоук / Наблюдатель                | Гость     | Регулярно | Гость                   |
| Эчо Келлум              | Кёртис Холт / Мистер Террифик               |           | Регулярно |                         |
| Джош Сегарра            | Эдриан Чейз                                 |           | Регулярно |                         |
| Пол Блэкторн            | Квентин Лэнс                                |           | Регулярно |                         |
| Виктор Гарбер           | Мартин Штайн / Огненный шторм               | Гость     |           | Регулярно               |
| Брэндон Раут            | Рэй Палмер /Атом                            | Гость     | Гость     | Регулярно               |
| Кэйти Лотц              | Сара Лэнс / Белая канарейка                 | Гость     | Гость     | Регулярно               |
| Франц Драмех            | Джефферсон «Джекс» Джексон / Огненный шторм | Гость     |           | Регулярно               |
| Эми Пембертон           | Гидеон                                      |           | Камео     | Регулярно               |
| Мэйси Ричардсон-Селлерс | Амая Дживи / Виксен                         |           |           | Регулярно               |
| Ник Зано                | Натан Хейвуд / Сталь                        |           | Гость     | Регулярно               |
| Доминик Перселл         | Мик Рори / Тепловая Волна                   | Гость     |           | Регулярно               |
| Мелисса Бенойст         | Кара Зор-Эл / Кара Дэнверс / Супергёрл      | Гость     | Гость     | Гость                   |
| Кристина Брукато        | Лили Штайн                                  | Гость     |           | Гость                   |
| Доннелли Роудс          | «Очкарик»                                   | Гость     |           | Гость                   |

1. 1 2  Барри и Циско также появились в конце эпизода «Медуза» и попросили Кару Денверс о помощи
2. ↑  Сегарра указан в титрах, но его персонаж не появляется в эпизоде

### Приглашённые
| «Флэш» - Одри Мари Андерсон в роли Лайлы Майклз / Прорицательницы - Джерри Вассерман в роли президента Соединённых Штатов - Линчеватель «Легенды завтрашнего дня» - Лючия Уолтерс в роли нового президента Соединённых Штатов. - Якоб Ричтер в роли «молодого очкарика» | «Стрела» - Джон Барроумен в роли Малкольма Мерлина / Тёмного лучника - Нил Макдонаф в роли Дэмиана Дарка - Кэти Кэссиди в роли Лорел Лэнс - Сюзанна Томпсон в роли Мойры Куин - Рик Гонсалес в роли Рене Рамиреса / Дикого пса - Джо Диникол в роли Рори Регана / Старьёвщика - Джейми Шеридан в роли Роберта Куина - Эрика Латрелл в роли Лоры Вашингтон / Киберженщины - Детстроук - Колин Доннел в роли Томми Мерлина - Колтон Хэйнс в роли Роя Харпера |

1. ↑  Персонаж постоянно носит маску, поэтому неизвестно вернулся ли Ману Бенетт к своей роли
2. 1 2  Показан лишь образ в архивах инопланетного корабля

## Производство

### Идея
Ежегодные кроссоверы между сериалами Вселенной Стрелы имели место начиная с телесезона 2013-14 года, когда в восьмой серии второго сезона «Стрелы» появился Барри Аллен, впоследствии ставший главным героем спин-оффа. Через год восьмые эпизоды выходивших тогда сезонов «Стрелы» и «Флэша» стали двумя частями кроссовера с одним общим сюжетом. В телевизионном сезоне 2015-16 гг. восьмые эпизоды стали очередным кроссовером, целью которого было подготовить зрителей к выходу ещё одного сериала той же вселенной — «Легенды завтрашнего дня». В январе 2015 года президент The CW Марк Педовиц объявил, что они планируют создавать кроссоверы каждый год.
В мае 2015 года, после того, как было объявлено, что сериал «Супергёрл» продлён на второй сезон, но теперь будет транслироваться на The CW, а не на CBS, Марк Педовиц раскрыл, что четыре сериала — «Супергёрл», «Флэш», «Стрела» и «Легенды завтрашнего дня» — в предстоящем телесезоне 2016-17 гг. обзаведутся общим кроссовером. В сентябре 2016 года исполнительный продюсер Грег Берланти объявил, что официально лишь три сериала будут объединены общей сюжетной линией (то есть все, кроме «Супергёрл»), хотя «Вторжение!» стартует с появлением Барри и Циско в конце серии «Медуза» второго сезона «Супергёрл». Эндрю Крайсберг объяснил это тем, что «Медуза» является финалом полусезона, в то время как для остальных проектов планируется по крайней мере по одному эпизоду до того, как они официально отправятся на праздничные хиатус-каникулы: «Мы хотели, чтобы „Медуза“ перекликалась с предшествующими ей сериями, а не становилась частью других». Он также добавил, что на объединение всех четырёх сериалов у них просто нет технических возможностей и, кроме того, даже появление Мелиссы Бенойст во всех трёх частях «Вторжения!» вызвало некоторые сложности: «Надеемся, зрители не заметили этого, но в 7 эпизоде „Супергёрл“ персонаж Кары намного меньше появлялся в кадре… определённо, чтобы освободить пять съёмочных дней для того, чтобы обеспечить ей появление в кроссоверах».
В сентябре было также объявлено, что главными злодеями серии кроссоверов станут Доминаторы, раса, появлявшаяся в мини-серии комиксов 1989 года Invasion!. Доминаторы были выбраны потому, что создатели «единогласно проголосовали за то, чтобы герои встретились с внешней угрозой» в смысле «угрозой, которая пришла из-за пределов шоу», а не инопланетянами. Через месяц Марк Гуггенхайм раскрыл, что все три части будут носить одно и то же название — «Вторжение!».
В ноябре 2016 года Крайсберг раскрыл, что Доминаторы также появятся в «Супергёрл», в «более поздних эпизодах сезона» уже после завершения работы над серией кроссоверов. Кроме того, Гуггенхайм предположил, что Линда Картер, сыгравшая президента Оливию Марсден в «Супергёрл», также исполнит роль сначала вице-президента, а потом и нового президента США после смерти предыдущего. Тем не менее от этого отказались из-за мнения студии о том, что это «выглядит немного запутанно. Вы путешествуете по параллельным Землям, но она на нашей Земле не президент, а вице-президент. Среди сплошных пришельцев и путешественников во времени это создаст одну большую научно-фантастическую проблему». На это Гуггенхайм ответил следующим образом: «Я понимаю их и признаю, что если люди в студии смущены таким поворотом сюжета, то и по отношению к обычным поклонникам это будет не слишком уважительно».

### Сценарий
Сценарии для всех трёх частей «Вторжения!» были готовы примерно в середине сентября 2016 года. Берланти стал автором рассказа, а Крайсберг стал соавтором рассказа для «Флэша». Исполнительные продюсеры «Флэша» Аарон и Тодд Хелбинги написали телесценарий для первой части, шоураннеры «Стрелы» Гуггенхайм и Венди Мерикл — для второй, а создатели «Легенд завтрашнего дня» Гуггенхайм и Фил Клеммер — для третьей. Как только стало известно, что главной угрозой в серии кроссоверов станут Доминаторы, авторы смогли оправдать объединение героев: Супергёрл «хорошо осведомлена об этой угрозе, Легенды. благодаря возможности путешествовать во времени, помогут объяснить, почему Доминаторы пришли на Землю в прошлый раз, а в командах Флэша и Стрелы есть умелые герои, готовые встретить лицом к лицу любую угрозу».
По стечению обстоятельств вторая часть «Вторжения!», вышедшая в рамках пятого сезона «Стрелы», также стала юбилейным, сотым эпизодом сериала. Гуггенхайм чувствовал, что Берланти «придумал такую идею, которая позволит приготовить отличный торт и с удовольствием съесть его» в плане уважения к сериалу, и добавил: «Это любовное послание, адресованное шоу. Оно в значительной степени отсылает к 99 предыдущим эпизодам. Всё, что мы когда-либо планировали добавить в шоу, присутствует в нём. Даже люди, которых мы не могли показать из-за противоречий во временной линии, также представлены там». В конце эпизода «Флэша» Доминаторы похищают Оливера, Тею, Диггла, Рэя и Сару и создают для них «общий иллюзорный мир», позволивший сценаристам «ввести кадры из предшествующих 99 эпизодов» в виде вспышек памяти у данных персонажей.

### Съёмки
Съёмочный период всех трёх эпизодов длился с 23 сентября по 12 октября 2016 года. В качестве основного места съёмок была задействована территория ванкуверского аэропорта Boundary Bay Airport. Режиссёром первой части «Вторжения!» стал Дермотт Даунс, второй — Джеймс Бемфорд, а третьей — Грегори Смит.

### Работа над спецэффектами
Спецэффектами для кроссоверов одновременно занималось две студии: Encore Post и Zoic Studios. Доминаторы стали результатом «передового моделирования и компьютерных спецэффектов… с целью достичь кинематографически качественного облика в духе оригинального комикса Теда Макфарлана». Первоначально дизайн Доминаторов включал зелёные одеяния, которые они носят в комиксах, но как только было принято решение использовать лишь компьютерные модели, «одеяния пришлось убрать, так как наличие одежды создало невозможно большое разнообразие».
Дизайн помещения в С. Т. А. Р. Лабс, в котором герои собираются все вместе создан на основе Зала Правосудия из мультсериала «Супер-Друзья». Гуггенхайм прокомментировал это так: "Мы говорили о том, где расположить его — это мог быть старый склад или ещё что-нибудь. И тут кто-то сказал: «Знаете, в Цинцинати есть этот дом, который стал прототипом для Зала Правосудия в „Супер-Друзьях“. Я уверен, что есть видеоматериалы, посмотрев которые, мы решим что нужно изменить». В конечном итоге это мы и сделали… декорации от Encore, которые проделали потрясающую работу, изменяя изначальный дизайн различными способами. Поставить там бассейн перед входом и скульптуры".
В конце эпизода «Стрелы» появляются голограммы Томми Мерлина и Роя Харпера (в исполнении Коллина Доннелла и Колтона Хэйнса соответственно). Так как оба актёра не могли принять участие в съёмках из-за плотного графика, Zoic Studios, как признался Гуггенхайм, «были вынуждены взять их образы из старых эпизодов, обработать их и вставить в нужное место. Это было очень трудно, видимо потому что работать пришлось с уже существующими кадрами. Да, у них на выбор было много эпизодов, но всё оказалось сложнее, чем это звучит».

## Показ
Неофициальным началом серии кроссоверов «Вторжение!» считается 28 ноября 2016 года, когда на экраны вышла серия второго сезона «Супергёрл» «Медуза», в финале которой появились Барри Аллен и Циска Рамон и попросили Кару о некой услуге. Официально же серия стартовала на следующий день, когда свет увидел одноимённый с ней эпизод «Флэша». Эпизод «Стрелы», также названный «Вторжение!» был показан 30 ноября 2016 года, а одноимённый эпизод «Легенд завтрашнего дня» — 1 декабря 2016 года. Все четыре эпизода транслировались каналом The CW.

### Продвижение
Несмотря на то, что «Вторжение!» на самом деле объединяет лишь три сериала, оно, также именуемое как «Герои против пришельцев», продвигалось как «четырёхдневная серия кроссоверов» (англ. four-night crossover event) и включала эпизод «Супергёрл». В Канаде, где трансляцией «Флэша», «Стрелы» и «Легенд завтрашнего дня» занимается сеть CTV Television Network «Вторжение!» позиционировалось как «трёхдневная серия» под общим названием «Объединение героев» (англ. Heroes United). Кроме того, создатели сняли секретные материалы, на которых видно как Доминаторы пытаются захватить Землю за 65 лет до событий кроссоверов. 23 ноября 2016 года вышел полный трейлер к «Вторжению!».

## Отзывы

### Рейтинги
| Сериал                    | Премьера            | Рейтинг (18-49) | Зрителей (миллионов) | DVR (18-49) | Зрителей DVR (миллионов) | Всего (18-49) | Всего зрителей (миллионов) |
| ------------------------- | ------------------- | --------------- | -------------------- | ----------- | ------------------------ | ------------- | -------------------------- |
| «Флэш»                    | 29 ноября 2016 года | 1.5/5           | 4.15                 | 0.9         | 2.17                     | 2.4           | 6.31                       |
| «Стрела»                  | 30 ноября 2016 года | 1.3/5           | 3.55                 | 0.7         | 1.80                     | 2.0           | 5.34                       |
| «Легенды завтрашнего дня» | 1 декабря 2016 года | 1,2/4           | 3,39                 | 0.7         | 1.84                     | 1.9           | 5.24                       |

Эпизод «Флэша» «Вторжение!» побил рекорд по количеству зрителей, установленный 9 декабря 2014 года, и по рейтингу в возрастной группе от 18-49, впервые с 16 февраля 2016 года. Также он показал увеличение количества зрителей на 40 % и рейтинга на 36 % по сравнению с предыдущим эпизодом, «Убийца Мороз», и увеличение количества зрителей и показателя рейтинга в возрастной группе от 18 до 49 на 5 % и 7 % соответственно по сравнению с кроссоверами предыдущего сезона. Эпизод «Стрелы» показал увеличение количества зрителей на 84 % и повышение показателя рейтинга на 86 % по сравнению с эпизодом «Линчеватель» . Также его посмотрело приблизительно такое же количество зрителей, что и прошлогодний кроссовер, а его рейтинг стал самым высоким с тех пор. Эпизод «Легенд завтрашнего дня» также показал увеличение количества зрителей и рейтинга в возрастной группе от 18 до 49 и на данный момент уступает лишь пилотному эпизоду, вышедшему 21 января 2016 года. По сравнению с эпизодом «Страна беззакония» количество зрителей возросло на 80 %, а рейтинг — на 83 %, в результате чего эпизод стал самой рейтинговой премьерой четверга канала The CW за последние четыре года.

### Критика
В своей рецензии на серию кроссоверов в целом критик из A. V. Club Оливер Сейва отметил «замечательную работу, проделанную чтобы рассказать большую историю, при этом сохраняя индивидуальные особенности каждого шоу» и в то же время «чертовски огромную массу удовольствия и существенное расширение возможностей Вселенной Стрелы за счёт введения инопланетной угрозы… есть целая Вселенная неизученного, и данный кроссовер раскрывает для Телевизионной Вселенной DC канала The CW путь в большое космическое будущее».

#### «Флэш»
Джесси Шедин, пишущий для IGN, поставил эпизоду оценку 8,4 из 10. По его словам «есть масса привлекательного в лицезрении такого количества героев на маленьком экране. Но без чётко определённого врага, способного их объединить, его заменял драматизм, связанный с последствиями Флэшпоинта, что и вытянуло первую часть». Шедин также добавил: «У всех был шанс, чтобы блеснуть талантом, особенно у младших игроков, вроде Фелисити или Теи. Но если и была какая-нибудь побочная сюжетная линия, которая выглядела ненужной и неуместной, то она была связана с Уолли» и назвал эту линию «притянутой за уши». Кроме того, он отметил акцент на Флэшпоинте, назвал его «самым большим недостатком 3 сезона на данный момент» и признался, что от других двух частей он ожидает большего внимания к знакомой по комиксам предыстории Доминаторо. Рецензент A. V. Club Скотт Фон Довиак оценил эпизод на B+, добавив: «Даже по обычным меркам супергеройский кроссовер от The CW „Вторжение!“ является абсурдно мягким началом для трёхдневной серии. Мало того, что он объединяет персонажей из четырёх различных сериалов со всеми сложностями взаимоотношений между ними, так он ещё пытается развить арки всего сезона и находит способ связать это всё в единый мультисерийный сюжет об инопланетном вторжении». Однако Фон Довиак подверг сомнению некоторые обстоятельства, о которых рассказано в эпизоде: например, ему кажется, что Барри был слишком уж осведомлён о приключениях Легенд и не слишком заботился о секретных личностях, что с точки зрения критика было сделано для зрителей «которые не видели остальных трёх шоу и находятся в невыгодном положении».
Карла Дей с сайта Collider.com поставила эпизоду 5 звёзд из пяти возможных, назвала эпизод «блестящим», отметив следующее: «С таким большим количеством персонажей на сцене, шоу может легко сломаться под напором их всех и потерять своё уникальное видение на Флэша. Однако сценаристы эффективно вписали персонажи других сериалов DC, сохранив беззаботную и забавную атмосферу… планка, довольно высокая для „Стрелы“ и „Легенд завтрашнего дня“». Дей отметила единственный минус: по её мнению не вполне ясно были обозначены мотивы Доминаторов. Ченселор Агард из Entertainment Weekly наградил эпизод «Флэша» оценкой A-, заявив, что «даже на основе только одного сегодняшнего эпизода можно судить, что в этом году кроссовер будет лучшим из всех. Первые кроссоверы были двумя относительно автономными эпизодами, прошлогодний — больше направлен на продвижение „Легенд завтрашнего дня“. Это первый раз, когда Берланти и Co могут рассказать связную историю, и кажется это работает… Однако сюжет действительно кое-где провисал, когда слишком сосредотачивался на проблемах команды Флэша… [и], на мой взгляд это в большей степени касается Уолли. Однако я понимаю, что это было сделано для тех зрителей, которые смотрят только „Флэша“ и эпизод хорошо работает над тем, чтобы удовлетворить и их, и поклонников этой Вселенной в целом. К счастью. несмотря на это, абсурд не слишком затягивает сюжет: на каждую драматическую сцену приходится один забавный момент, поднимающий настроение».

#### «Стрела»
Шедин оценил вторую часть «Вторжения!» на 8,7 из 10, заявив, что «этот эпизод больше направлен на празднование выхода 100 эпизода, чем на продвижение сюжета кроссовера. Побочная сюжетная линия, рассказывающая о Циско/команде Стрелы, мало что привносит в большую историю. С другой стороны, тюрьма мечты послужила эмоционально богатым и насыщенным событиями способом отпраздновать выход 100 эпизода. Однако единственный оставшийся эпизод кроссовера должен действительно впечатлить: если поклонники хотят увидеть махач героев с пришельцами, они должны получить его». Аласдер Уилкинс из A.V. Club дал эпизоду оценку A, отметив, что «Вторжение!» мог бы стать безобразным месивом, сбалансированным празднованием выхода 100 эпизода. Но решение сосредоточиться на прошлом шоу и вернуть старых и любимых когда-то персонажей, таких, как Мойра, Детстроук, Роберт и Мойра — Мойру стоит упомянуть дважды — привело к тому, что это даёт показать всю власть и всю степень угрозы Доминаторов вместо простого кроссовера, в котором герои и пришельцы будут бить друг друга кулаками. Сегодняшний эпизод также доказывает, что «Стреле» не обязательно быть мрачной или наполненной мелкими конфликтами между персонажами, чтобы рассказать по-настоящему эффектную историю". Свою рецензию Уилкинс завершил следующим образом: «Если это всего лишь празднование выхода 100 эпизода, тогда ждём ещё 100. Если это не лучший эпизод в истории „Стрелы“, то это чертовски близко».
По мнению Кейти Бёрт с сайта Collider.com эпизод «Стрелы» «предоставляет нам достаточно ностальгических ноток, чтобы это сработало, но в то же время держит нас в ожидании (дьявольском нетерпении) завершающего акта, заключительной части супергеройского кроссовера… Хотя в целом трюка с общим иллюзорным миром может оказаться недостаточно в долгосрочной перспективе и такое ощущение, что сюжетный ход „Смотрите! Празднуем выход 100 эпизода“ работает лишь благодаря игре актёров (в том числе и вернувшихся) и чувству, которое он вселил в людей». С другой стороны Бёрт было «немного грустно, что у „Стрелы“ отняли возможность отпраздновать выход 100 эпизода за пределами значительных требований серии кроссоверов, которые иногда противоречили тому, что эпизод пытался показать… этот эпизод пытался сделать слишком много и поэтому стал чем-то вроде хаоса, но трудно не любить час, который пытается понравиться поклонникам таким большим количеством способов». Критик оценила эпизод на 3 звезды из 5. Сара Нецли, рецензент Entertainment Weekly, похвалила эпизод, дав ему оценку A и отметив, что «в большей степени здесь заслуга „Стрелы“, а не людей Флэша/Супергёрл. Но в целом выглядит красиво. Мы получаем достаточно приключений объединённой команды, доставляющих удовольствие зрителям Берланти-вселенной, всё ещё двигая вперёд сюжет кроссовера — и чествуем персонажей, арки и темы, которые за прошедшие четыре с половиной года сделали „Стрелу“ таким замечательным шоу. Это невероятно высокая планка, и эпизод успешно взял эту высоту».

#### «Легенды завтрашнего дня»
Оценив эпизод на 8,8 из 10, Шедин отметил следующее: «Кроссовер „Вторжение!“ завершился на сильной ноте. Этот эпизод больше всего сосредоточился на противостоянии объединённой команды супергероев и инопланетных захватчиков. И даже если и было несколько разочаровывающих моментов (главным образом. это отсутствие Супергёрл в начале сражения), он максимально эффективно использовал финальную битву и предпосылки к ней». Также рецензент в конце получил удовольствие от того, что у Доминаторов наконец появились «ясные мотивации, и они [больше] не выглядят как абсолютно безликая, универсальная инопланетная угроза», и от того, что Циско создал для Супергёрл устройство для путешествий между вселенными, что «даёт надежду на более частые кроссоверы с участием супергероини». Сейва поставил эпизоду оценку A-, указав, что «хотя завершающий акт в „Легендах завтрашнего дня“ не несёт такой эмоциональный нагрузки, как эпизод „Стрелы“, это тем не менее сильный финал, в котором есть „хорошие парни“, спасшие мир и в процессе узнавшие кое-что о себе». Что касается финальной битвы, Сейва назвал её «разочаровывающей» и добавил6 «Мне понравилось, что группа супергероев более творчески подходит к своим возможностям, но борьба принесла бы большее удовлетворение, если бы было более сильное чувство сотрудничества между людьми/мета-людьми».
Ширли Ли, пишущая для Entertainment Weekly, оценила эпизод на B+, отметив, что «как самостоятельный эпизод, он не похож на „Легенды завтрашнего дня“, несмотря на наличие едких замечаний Мика и путешествия во времени. Хоть Штайн и получил свою собственную эмоциональную арку, большая часть эмоций пришлось на Барри и утомительно дующегося Циско, что делало эпизод похожим на очередную серию „Флэша“… Всё же большая часть эпизода служила завершением кроссовера. Все получили возможность блеснуть талантом, и, несмотря на то, что мотивы Доминаторов всё ещё весьма запутаны, их угроза зажгло дружное взаимопонимание между командами — это ли не первоочередная цель кроссовера? Это не может заставить стороннего зрителя смотреть „Легенды“, зато поклонники Вселенной Стрелы получили сполна». По мнению Ли, некоторые «проблемы с бюджетом были очень заметны»: например тот факт, что в серии не появлялась Тея, а Оливер в начале эпизода «набросился» на Кару, чтобы она впоследствии не вступила в конфронтацию с «Очкариком».

### Награды
Веб-сайт Comic Book Resources составил список лучших эпизодов 2016 года, вышедших в рамках телеадаптаций комиксов, и поставил первую, вторую и третью части «Вторжения!» на 16, 10 и 3 место соответственно.

## Культурные отсылки
- В 7 серии 2 сезона «Легенд завтрашнего дня» (3-й части кроссовера «Вторжение!»), когда герои празднуют победу над доминаторами, персонаж Брэндона Рута (Атом / Рэй Палмер) говорит про Супергёрл: «Она похожа на мою двоюродную сестру». Эта отсылка к тому, что Брэндон Рут исполнил роль Супермена в фильме 2006 года «Возвращение Супермена», а Супергёрл является двоюродной сестрой этого супергероя.

### Комментарии
1. 1 2  Иногда в состав кроссовера включается также восьмой эпизод второго сезона «Супергёрл» под названием «Медуза», который сюжетно связан с «Вторжением!», но официально не является его частью